# Edda Colditz
Edda Colditz (auch Naumann-Colditz; geb. Naumann; * 13. Juli 1940 in Dresden; † 4. März 2020) war eine deutsche Bühnen- und Kostümbildnerin, Fachschullehrerin und Malerin.

## Leben und Werk
Edda Naumann absolvierte in Dresden die Erweiterte Oberschule und studierte nach dem Abitur von 1960 bis 1965 bei Hans Reichard (1907–1989) an der Hochschule für Bildende Künste Dresden (HfBK) Bühnenbild. Danach arbeitete sie bis 1969 als Bühnen- und Kostümbildnerin am Volkstheater Rostock, am Landestheater Dessau und am Mecklenburgischen Staatstheater Schwerin, wo sie von 1969 bis 1981 Ausstattungsleiterin war. Ab 1981 leitete sie die neu gebildete Fachrichtung Kostümgestaltung der Fachschule für Bühnen- und Kostümbild an der HfBK. Sie hatte u. a. den Auftrag zur konzeptionellen Entwicklung des Ausbildungsprogramms. Bis 1985 absolvierten die ersten sechs Studenten dieses Studium.
Edda Colditz war bis 1990 Mitglied des Verbands Bildender Künstler der DDR. 1982/1983 war sie in Dresden auf der IX. Kunstausstellung der DDR mit einem Bühnenbildentwurf zu Moritz Tassow von Peter Hacks vertreten. 1989 war sie am Volkstheater Halberstadt unter Hans-Hermann Krug Kostümbildnerin der deutschsprachigen Erstaufführung der Rock-Oper Der König David-Bericht. Im Februar 1990 sendete das DDR-Fernsehen die Kinderrevue von Reinhard Lakomy und Monika Erhardt Der Wasserkristall, für die Edda Colditz die Ausstattung gemacht hatte.
Von 1990 bis zum Eintritt in die Rente 1995 arbeitete Edda Colditz als Bühnen- und Kostümbildnerin am Stadttheater Greifswald resp. Theater Vorpommern, u. a. bei König Lear, Die Zauberflöte und Mirandolina. Danach betätigte sie sich intensiv als Malerin und Plastikerin.
Edda Colditz wurde auf dem Greifswalder Neuen Friedhof beigesetzt.

## Einzelausstellungen (unvollständig)
- 2019: Greifswald, Pommernhus Kunsthalle („Nicht alles Theater“; Arbeiten aus den Bereichen Theater und Werke der Malerei)[3]
- postum 2025: Greifswald, SoPHi Greifswald GmbH („Das Leben ein Traum – der Traum ein Leben“; Malerei und Grafik)